# Association française d'archéologie mérovingienne
Association française d'Archéologie mérovingienne (AFAM) är ett internationellt vetenskapligt samfund med syfte att främja arkeologisk forskning kring Frankrikes merovingertid. Samfundet anordnar ett årligt kollokvium och ger ut två skriftserier: Mémoires publiés par l'AFAM samt Bulletins de liaison hors série.

## AFAM:s publikationer
1. Chronologie normalisée du mobilier funéraire mérovingien entre Manche et Lorraine (2004, andra uppl. 2006).
2. Les Seigneurs des anneaux – Inscriptions runiques de France tome I (2007).
3. Les Monnayages mérovingiens armoricains (2007).